# Sunny Jane
Sunny Jane è un film muto del 1917 diretto da Sherwood MacDonald. Prodotto dai fratelli Horkheimer per la Balboa Amusement Producing Company, il film aveva come interpreti Jackie Saunders, Edward Jobson, Cullen Landis, Frank Mayo.

## Trama
Jane Dwight possiede una fantasia sbrigliata che la porta a immaginarsi protagonista di storie dove lei è una romantica eroina. Nei terreni di suo padre, un giorno viene trovato il petrolio e così lei conosce James Thornton, un giovane milionario disposto a comperare la proprietà. L'uomo è attratto dalle maniere da maschiaccio di Jane e si offre di mandarla a studiare in college. Quando, però, l'anno seguente Jane ritorna, James resta deluso da quella damigella leziosa che gli si presenta davanti. La ragazza, che aveva creduto di compiacere James con i suoi nuovi modi da fanciulla elegante, ritorna alle vecchie abitudini: rimessi i vecchi vestiti, si nasconde nella macchina di James che, quando la rivede così, deliziato, ordina all'autista di girare l'auto e di portarli immediatamente davanti a un giudice di pace.

## Produzione
Il film fu prodotto dalla Balboa Amusement Producing Company e dagli Horkheimer Studios. Venne girato negli studi della casa di produzione a Long Beach.

## Distribuzione
Distribuito dalla Mutual, il film uscì nelle sale cinematografiche degli Stati Uniti il 26 marzo 1917. Non si conoscono copie ancora esistenti della pellicola che viene considerata presumibilmente perduta.